# Abouna Basilios
Abouna Basilios, né le 23 avril 1891 et décédé le 12 octobre 1970 à Addis-Abeba (Éthiopie), fut patriarche de l'Église éthiopienne orthodoxe du 28 juin 1959 jusqu'à son décès.

## Biographie
Né 'Gebre Giyorgis' en 1891, il devient moine au monastère de Debré Libanos. En 1933, il se rend à Jérusalem où il assure la gestion des églises et monastères éthiopiens de la ville. Lorsque la seconde guerre italo-abyssinienne éclate en 1935, il retourne dans son pays où il est chapelain lors de la bataille de Maychew. Plus tard, il se rend à nouveau à Jérusalem où il maintient des contacts avec la résistance éthiopienne. 
En 1948, il devient évêque puis métropolite. Le 14 janvier 1951, on lui attribue des responsabilités dans l’administration et la gestion des biens de l'Église. 
Le 28 juin 1959, le patriarche égyptien copte Kyrillos IV nomme Basilios patriarche de l’Église éthiopienne orthodoxe marquant ainsi le début officiel de son autonomie (autocéphalie) par rapport au patriarcat d’Alexandrie, autonomie pour laquelle Hailé Selassié I s'était personnellement investi. Basilios sera par ailleurs proche du Negusse Negest en tant que patriarche. 
Abouna Basileos meurt le 12 octobre 1970 à Addis-Abeba.

### Sources
- Historical Dictionary of Ethiopia, David Hamilton Shinn et Thomas P. Ofcansky, Scarecrow Press, 2004, page 62